# Theodoros I Laskaris
Theodoros I Laskaris, född cirka 1174, död 1221, var en bysantinsk kejsare av Nicaea som regerade 1204–1221.
Sedan Theodoros Laskaris hade tagit över makten i staden Nicaea och dess närområde, utropade han sig till kejsare Theodoros I Laskaris av Nicaea. Men snart mötte han hotet från de korstågsriddare som nu hade makten i Konstantinopel. Efter att ha förlorat ett slag mot korstågsriddarna låg landet öppet för dem, men på grund av att den bulgariske tsaren hade slagit korstågsarmén i Europa, måste den i Mindre Asien återvända för att skydda Konstantinopel. Efter det lyckades Theodoros att stärka sitt rike. Men den före detta bysantinske kejsaren Alexius IV tog hjälp av den seldjukiske sultanen och ansåg att Theodoros skulle träda åt sidan för honom. I ett kort men blodigt krig besegrades sultanen och han dödades i strid och exkejsaren Alexius IV fångades och sattes i fängelse tills han dog.
Theodoros I Laskaris lyckades hålla sitt rike stabilt till sin död 1221. Han var gift med Anna Komnena Angelina.